# Barbara Mazurkiewicz
Barbara Mazurkiewicz  (ur. 5 lipca 1954 w Lubaczowie, zm. 8 września 2021 tamże) – polska poetka, prozaik, felietonistka, fotograf, koordynator kultury i wydawca.
Redaktor naczelna Dziennika Literackiego „E-Literaci”.

## Życiorys
Mieszkała w Lubaczowie. Z wykształcenia była technikiem gastronomii. Córka porucznika Ludowego Wojska Polskiego – bojownika z II wojny światowej.
Właścicielka i założycielka Dziennika Literackiego E-literaci. Opracowała ponad 60 tytułów książek poetyckich, prozatorskich i antologii poetyckich, w tym znaczną liczbę debiutów książkowych.
Działaczka społeczna. Udzielała się charytatywnie. Organizowała wystawy i wernisaże swoich prac.

## Twórczość
Wydała kilka tomików poezji, publikowała także w licznych antologiach, m.in. „Przyprószone wiersze”.
Fragmenty jej twórczości tłumaczone są na język angielski, niemiecki i indyjski w USA, Kanadzie, Szwecji, Australii, Niemczech, Anglii i Belgii. Zbiór „Pogniecione wiersze” został wydany przez Centrum Kulturalne w Przemyślu.

### Publikacje książkowe
- Kamienne miasteczko, Kraków, 2007;
- Za kulisami myśli, Stalowa Wola, 2008;
- Kroplą drążone, Kraków, 2009;
- Życie kobiety wpisane w tarczę zegara, 2012;
- Wronie lądowisko, 2012;
- Zbiór opowiadań i felietonów pt. Lepiej być niż mieć (proza);
- TATARKA, 2014;
- Dwa serca do ocalenia, 2014. Wydawnictwo i Drukarnia Diecezjalna w Sandomierzu;
- Szlakiem pięciolistnej koniczyny, 2015;
- Przedświty z prądem Sołotwy, 2015;
- Na szlaku pięciolistnej koniczyny – dramat sceniczny w dziewięciu odsłonach, Lubaczów, 2015.

### Publikacje w antologiach
- „Polska Poetów 2007”, Antologia konkursu Liberum Arbitrium, 2007;
- „Wolni z wyboru” – Wydawnictwo Portal Sukcesu. ISBN 83-60412-15-4;
- „Spojrzenia 4” – Stowarzyszenie Literackie Witryna, Stalowa Wola, 2009;
- „Bajki wielogłowego smoka” – E-Literaci. ISBN 978-83-933676-4-1 wydawca: Wydawnictwo Diecezjalne Sandomierz, 2011;
- „Poetyckie powidoki”, E-Literaci. ISBN 978-83-934685-84 Wydawnictwo Diecezjalne Sandomierz, 2012;
- „Spojrzenia 5” – Stowarzyszenie Literackie Witryna, Stalowa Wola, 2013;
- „Pod osłoną nocy Betlejemskiej”, Międzynarodowa Antologia z płytą, 2013. E-Literaci;
- „Boso po ściernisku”;
- „Pieszo, Metrem, Dorożką”, Wierszolandia – Międzynarodowe Antologie Stowarzyszenia Autorów Polskich Warszawa, 2014;

Arkusze Literackie, Stowarzyszenie Twórców Wszelakich;
- „Przyprószone wiersze”, ISBN 978-83-64499-18-0, E-Literaci;
- „Drzewo jest jedno a liści tysiące”, Antologia E-Literaci;
- Zeszyty Literackie – 6 tematycznych numerów, E-Literaci.

### Antologie w języku angielskim
- Contemporary Writers of Poland 2000–2014, USA;
- Dreamle Little City, USA;
- 8 Live is like AIR 2016, USA, ISBN 978-1-329-98047-1.

## Nagrody i przynależność
- Członek Stowarzyszenia Twórców Wszelakich, gdzie została „Poetką Roku”, 2007–2010;
- Wyróżnienie w konkursie „Debiut Roku” Województwa Podkarpackiego, organizowanym przez Radio Rzeszów, Pegaz i EMPIK, 2008;
- W latach 2011–2014 piastowała stanowisko członka Komisji Rewizyjnej Zarządu Głównego ZLP w Warszawie oraz członka Sądu Koleżeńskiego ZLP w Rzeszowie;
- Od września 2012 współpracuje z Niezrzeszoną Grupą Polonii w Niemczech i w Holandii;
- statuetka Redakcji Dziennika Literackiego E-Literaci za całokształt oraz statuetka Zarządu rzeszowskiego oddziału ZLP, 2012[3];
- Od czerwca 2013, piastuje stanowisko Dyrektora Kulturalnego Polskiego Festiwalu Pieśni, Piosenki i Poezji Patriotycznej „Bogu i Ojczyźnie” im. Ks. Kardynała Władysława Rubina w Lubaczowie;
- Laureatka nagrody Zarządu Oddziału ZLP w Rzeszowie i serwisu literackiego E-Literaci.pl;
- „List gratulacyjny” od Prezydenta Miasta Przemyśla, Prezydenta Inowrocławia za tomik Kamienne miasteczko;
- Dyplom Honorowy Burmistrza Miasta Lubaczowa za całokształt działalności w dziedzinie twórczości artystycznej, 2015.